# Mezzanine capital
Mezzanine capital – hybrydowa forma finansowania, zawierająca cechy długu i kapitału własnego.
Posiada zwykle formę pożyczki podporządkowanej lub obligacji. Może posiadać również cechy inwestycji kapitałowej, poprzez towarzyszące instrumentom dłużnym np. warranty czy opcje zakupu akcji finansowanej spółki.